# Wurmsham
Wurmsham är en kommun och ort i Landkreis Landshut i Regierungsbezirk Niederbayern i förbundslandet Bayern i Tyskland.
Kommunen ingår i kommunalförbundet Velden (Vils) tillsammans med köpingen Velden och kommunen Neufraunhofen.